# Tert-ブチルアルコール
tert-ブチルアルコール（ターシャリー[tertiary]-ブチルアルコール、tert-butyl alcohol）は、最も単純な構造の第三級アルコールで、四種存在するブタノールの異性体の一つである。2-メチル-2-プロパノール、2-メチルプロパン-2-オールとも呼ばれる。なお、特に産業分野では「tert-ブタノール」と称されることがあり、特許公報などでは広く用いられているが、この名称はIUPAC命名法に即していないものである。tert-ブチルアルコールは透明な液体で樟脳のような臭いを持ち、水、エタノール、ジエチルエーテルと均一に混和する。融点が摂氏25度をわずかに上回るので、常温で固体になるという特徴はブタノールの異性体の中でも唯一である。

## 利用
tert-ブチルアルコールは工業用エタノールとする添加剤、塗料の溶剤、ガソリンの助撚剤・添加剤など溶媒成分として利用される他に、香料などの日用化成品の合成原料としても利用される。

## 製造
tert-ブチルアルコールは触媒を用いたイソブテンの水付加反応により製造される。

## 化学
第三級アルコールの化学的性質として、tert-ブチルアルコールは他のブタノール異性体と比べて酸化されにくく、立体障害による反応性の低減が見られる。
強塩基によりtert-ブチルアルコールが脱プロトン化されるとアルコキシドアニオンを生成し、tert-ブチルアルコールの場合は、tert-ブトキシドとなる。具体的には、tert-ブチルアルコールを水素化ナトリウムで脱プロトン化するとナトリウムtert-ブトキシドが得られる。
{\displaystyle {\ce {{NaH}+^{t}BuOH->{^{t}BuO^{-}Na^{+}}+H2}}}
化学種tert-ブトキシドアニオンは、強塩基性で求核性の低い塩基として有機合成化学上、有用な試剤である。すなわち、tert-ブトキシドアニオンは反応基質の酸性プロトンを直接引き抜くが、立体障害のため同アニオンのウィリアムソン合成やSN2反応のような求核反応は阻害される。

## 塩化アルキルへの変換
tert-ブチルアルコールは塩化水素と反応して、SN1反応機構により塩化 tert-ブチルを生成する。
| ステップ1 | ステップ2 | ステップ3 |
|           |           |           |

反応全体は次の通り
tert-ブチルアルコールは三級アルコールの為、ステップ1では相対的にtert-ブチルカチオンが安定であり、ステップ2でSN1反応が進行する助けになっている。一方、一級アルコールではそれに代わってSN2反応が進行するのが通常である。すなわち、一級アルキルカチオンの反応エネルギー障壁が高い為に、この例のような反応は進行しない。そしてSN2反応は反応中間体としてカルボカチオン種を経由しない。

## 註・出典
1. ↑  Merck Index, 11th Edition, 1542